# Тадмор (екзопланета)
Тадмор (англ. Tadmor, Гамма Цефея Ab, γ Cephei Ab, γ Cep Ab) — екзопланета, виявлена 1988 року в подвійній системі γ Цефея біля головної зорі — оранжевого субгіганта γ Цефея A. Остаточно підтверджена 2003 року.

## Історія відкриття

### Виявлення
Вперше про виявлення екзопланети біля зорі γ Цефея A було повідомлено канадськими астрономами Кемпбеллом (Bruce Campbell), Уолкером (Gordon Walker) і Янгом (Stephenson Yang) 1988 року. 1989 року про існування планети також оголосили Е. Лаутон (Anthony Lawton) і П. Райт (P. Wright). Однак, 1992 року відкриття було поставлено під сумнів через недостатню точність вимірювань, що проводилися в той час.

### Підтвердження
24 вересня 2003 року Вільям Кохран (William D. Cochran), Арті Хатцес (Artie P. Hatzes) та інші астрономи (McDonald Observatory штат Техас) оголосили про підтвердження планети біля γ Цефея A з мінімальною масою 1,59 маси Юпітера.

### Hipparcos
2006 року, після вимірів, зроблених супутником Hipparcos, було доведено, що γ Цефея A b — планета, а не коричневий карлик. Із імовірністю 95 % маса Гамма Цефея A b менше 13 мас Юпітера і з імовірністю 99,73 % — менше 16,9 мас Юпітера.

## Характеристики
Зоря γ Цефея A перебуває на відстані 45 світлових років від Сонця. Планета обертається навколо своєї зорі по дещо витягнутій орбіті (ексцентриситет — 0,115) майже за два з половиною роки (903 доби). Відстань до материнської зорі — 2,044 а. е. (1,81 а. е. — 2,28 а. е.) тобто, трохи далі, ніж Марс від Сонця. γ Цефея A b є газовим гігантом. Мінімальна оцінка маси цієї планети — у півтора рази більше за масу Юпітера.